# سیستم دهلیزی

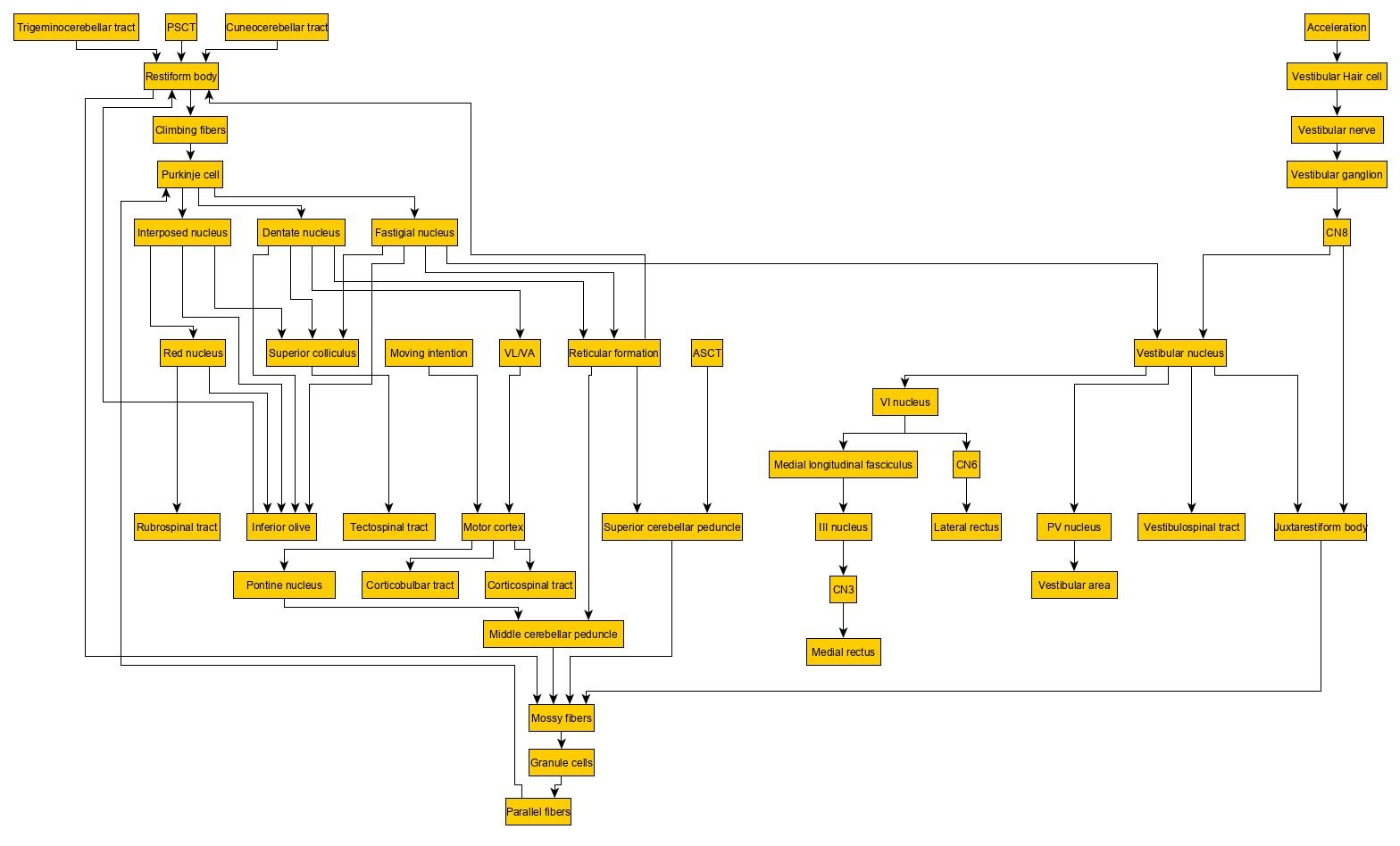
مسیرهای عصبی سیستم دهلیزی یا سیستم تعادل

سیستم دهلیزی یا سیستم وستیبولار (انگلیسی: Vestibular system) یک دستگاه حسی در مهره‌داران است که حس تعادل در حرکت را ایجاد می‌کند و از جهت‌گیری و موقعیت فضایی بدن مطلع می‌شود تا هماهنگی حرکتی به وجود آید. در بیشتر پستانداران، این بخش با حلزون گوش، که بخشی از دستگاه شنوایی است، پیچالِ گوش درونی را تشکیل می‌دهند.
حرکات بدن از دو نوع چرخش یا انتقال از جایی به جای دیگر هستند؛ بنابراین سیستم دهلیزی نیز برای شناسایی حرکات بدن از دو بخش تشکیل شده‌است: یک بخش آن مجاری نیم‌دایره‌ای است که چرخش‌های سر را تشخیص می‌دهد و بخش دیگر آن سنگ گوش است که از شتاب خطی حرکت بدن مطلع می‌شود. سیستم دهلیزی، پس از دریافت اثر محرک‌ها، سیگنال‌های عصبی را در وهله اول به ساختارهای عصبی‌ای می‌فرستد که حرکات چشم‌ را کنترل می‌کنند؛ این روند سنگ‌بنای رفلکس دهلیزی–چشمی را تشکیل می‌دهد که برای داشتن دید واضح ضروری است. این دستگاه همچنین سیگنال‌هایی به برخی از عضلات می‌فرستد که موجب سرپا ماندن و حفظ کنترل حالت ستون فقرات می‌شود. این روند به طوری کالبدشناختی منجر به این می‌شود که جاندار آنطور که لازم است، موقعیت فضایی خودش در فضای سه‌بعدی اطراف حفظ کند.
مغز از اطاعات دریافتی از سیستم دهلیزی در سر و حس عمقی در سرتاسر بدن استفاده می‌کند تا جانور، لحظه به لحظه، از سینماتیک و دینامیک بدنش (از جمله موقعیت و شتاب آن) مطلع شود. چگونگی ادغام این دو منبع ادراکی برای تهیه ساختار قوای حسی هنوز شناخته نشده. 

حلزون گوش و سیستم دهلیزی